# Relativ alderseffekt
Begrebet relativ alderseffekt (RAE), også kendt som fødselsdagseffekt, bruges til at beskrive en bias, der er tydelig på de øverste niveauer i ungdomssport og den akademiske verden, hvor deltagelsen er højere blandt de børn, der er født tidligt i perioden, end man ellers ville forvente baseret på den generelle fordeling. Udvælgelsesperioden er normalt kalenderåret, læseåret på universiteteren eller sportssæsonen.
Forskellen i modenhed bidrager ofte til effekten hvor aldersinddeling, evner og sportsgren ligeledes kan påvirke den relative alderseffekt. Midten til de sene teenageår for både regionale og nationale populære sportsgrene har de største risici som relativ alderseffekt, mens upopulære sportsgrene for børn under 11 år har lavest risiko.
Børn født i begyndelsen af året vil være på samme hold som børn i slutningen af året, men aldersforskellen kan være næsten et år, og udviklingen på to børn kan derfor være meget forskellig. Dette kan føre til at børn der er født tidligt på året vil blive valgt oftere til sport, da de er bedre, således træner de mere og får lov at udvikle deres talent mere, end de børn, der er født senere på året. Således bliver forskellen på de to endnu større, end den ellers ville.